# Snowboard-Juniorenweltmeisterschaften 2001
Die 5. FIS Snowboard-Juniorenweltmeisterschaften fanden vom 8. bis zum 10. März 2001 im Nassfeld statt. Ausgetragen wurden Wettkämpfe im Parallel-Riesenslalom, Parallelslalom und Halfpipe.

## Medaillenspiegel
| Platz | Land       | Gold | Silber | Bronze | Gesamt |
| ----- | ---------- | ---- | ------ | ------ | ------ |
| 1     | Österreich | 3    | 2      | 2      | 7      |
| 2     | Schweiz    | 1    | -      | 1      | 2      |
| 3     | Finnland   | 1    | -      | -      | 1      |
| 3     | Norwegen   | 1    | -      | -      | 1      |
| 5     | Frankreich | -    | 1      | 1      | 2      |
| 6     | Kanada     | -    | 1      | -      | 1      |
| 6     | Schweden   | -    | 1      | -      | 1      |
| 6     | Italien    | -    | 1      | -      | 1      |
| 9     | Japan      | -    | -      | 2      | 2      |
|       | Gesamt     | 6    | 6      | 6      | 18     |

## Ergebnisse Frauen

### Parallel-Riesenslalom
| Platz | Land        | Sportlerin          |
| ----- | ----------- | ------------------- |
| 1     | Österreich  | Romy Pletzer        |
| 2     | Österreich  | Heidi Krings        |
| 3     | Frankreich  | Florine Valdenaire  |
| 4     | Japan       | Tomoka Takeuchi     |
| 5     | Österreich  | Marion Kreiner      |
| 6     | Schweiz     | Daniela Meuli       |
| 7     | Österreich  | Regina Lind         |
| 8     | Schweiz     | Ilona Grossenbacher |
| 9     | Kanada      | Hélène Cloutier     |
| 10    | Niederlande | Marieke Sauerbreij  |

Datum: 8. März 2001

Es waren 54 Teilnehmerinnen am Start.

Weitere Teilnehmerinnen aus deutschsprachigen Ländern:

 Verena Domenig: 11. Platz

 Marie Therese Sinnhuber: 16. Platz

 Rebebba von Känel: 19. Platz

 Corinne Mottu: 25. Platz

 Kathi Hafner: 33. Platz

 Zelia Zeyer: 34. Platz

 Bettina Rasp: 42. Platz

### Parallelslalom
| Platz | Land       | Sportlerin          |
| ----- | ---------- | ------------------- |
| 1     | Schweiz    | Daniela Meuli       |
| 2     | Österreich | Heidi Krings        |
| 3     | Österreich | Romy Pletzer        |
| 4     | Schweiz    | Rebekka von Känel   |
| 5     | Frankreich | Florine Valdenaire  |
| 6     | Österreich | Marion Kreiner      |
| 7     | Italien    | Jessica Eschgfäller |
| 8     | Russland   | Olga Golowanowa     |
| 9     | Italien    | Marion Insam        |
| 10    | Kanada     | Constance Boisvert  |

Datum: 9. März 2001

Es waren 47 Teilnehmerinnen am Start.

Weitere Teilnehmerinnen aus deutschsprachigen Ländern:

 Verena Domenig: 12. Platz

 Corinne Mottu: 13. Platz

 Ilona Grossenbacher: 16. Platz

 Bettina Rasp: 18. Platz

 Kathrin Kall: 25. Platz

 Zelia Zeyer: 30. Platz

 Kathi Hafner: DNF

 Regina Lind: disqualifiziert

### Halfpipe
| Platz | Land               | Sportlerin          |
| ----- | ------------------ | ------------------- |
| 1     | Norwegen           | Kjersti Buaas       |
| 2     | Frankreich         | Chloé Laurent       |
| 3     | Japan              | Eri Kokubo          |
| 4     | Deutschland        | Silvia Mittermüller |
| 5     | Japan              | Sae Yoshimi         |
| 6     | Schweiz            | Mirjam Marbach      |
| 7     | Schweiz            | Helene Nadig        |
| 8     | Vereinigte Staaten | Meryl Winterscheid  |

Datum: 10. März 2001

Es waren 24 Teilnehmerinnen am Start.

Weitere Teilnehmerinnen aus deutschsprachigen Ländern:

 Sabrina Zündel: 15. Platz

## Ergebnisse Männer

### Parallel-Riesenslalom
| Platz | Land               | Sportler            |
| ----- | ------------------ | ------------------- |
| 1     | Österreich         | Lukas Grüner        |
| 2     | Kanada             | Ryan Wedding        |
| 3     | Japan              | Teruumi Fujimoto    |
| 4     | Niederlande        | Peter Verlinden     |
| 5     | Kanada             | François Boivin     |
| 6     | Russland           | Dmitri Waitkus      |
| 7     | Kanada             | Philippe Berubé     |
| 8     | Italien            | Rudy Galli          |
| 9     | Vereinigte Staaten | Eric Warren         |
| 10    | Russland           | Denis Detkow        |
| 11    | Kanada             | Claude-André Boivin |
| 12    | Frankreich         | Antoine Buros       |
| 13    | Italien            | Meinhard Erlacher   |
| 14    | Deutschland        | Christian Nippus    |
| 15    | Japan              | Hiroki Tozaki       |

Datum: 8. März 2001

Es waren 90 Teilnehmer am Start.

Weitere Teilnehmer aus deutschsprachigen Ländern:

 Ralph Bussler: 16. Platz

 Lukas Prem: 17. Platz

 Anton Unterkofler: 18. Platz

 Marco Torrente: 22. Platz

 Dominik Fiegl: 24. Platz

 Sascha Duff: 31. Platz

 Romain Volt: 32. Platz

 Christoph Zaller: 35. Platz

 Matthias Ebner: 36. Platz

 Raphael Geisreiter: 45. Platz

 Philipp Behr: 48. Platz

 Marco Zingg: 52. Platz

 Oliver Fischer: 53. Platz

 Simon Cavegn: 55. Platz

 Nicholas Wolken: 56. Platz

 Tobias Fischer: DNF

 Benjamin Sokopf: DNF

 Christoph Volz: DNF

### Parallelslalom
| Platz | Land       | Sportler            |
| ----- | ---------- | ------------------- |
| 1     | Österreich | Lukas Grüner        |
| 2     | Italien    | Gabriel Palfrader   |
| 3     | Österreich | Matthias Ebner      |
| 4     | Österreich | Benjamin Sokopf     |
| 5     | Schweden   | Filip Fischer       |
| 6     | Kanada     | Claude-André Boivin |
| 7     | Österreich | Anton Unterkofler   |
| 8     | Frankreich | Florent Mather      |
| 9     | Italien    | Rudy Galli          |
| 10    | Russland   | Dmitri Waitkus      |

Datum: 9. März 2001

Es waren 83 Teilnehmer am Start.

Weitere Teilnehmer aus deutschsprachigen Ländern:

 Lukas Prem: 12. Platz

 Raphael Geisreiter: 13. Platz

 Christian Nippus: 15. Platz

 Oliver Fischer: 19. Platz

 Nicholas Wolken: 20. Platz

 Tobias Fischer: 20. Platz

 Marco Zingg: 28. Platz

 Sascha Duff: 32. Platz

 Christoph Volz: 33. Platz

 Romain Volt: 39. Platz

 Ralph Bussler: DNF

 Dominik Fiegl: disqualifiziert

 Simon Cavegn: disqualifiziert

### Halfpipe
| Platz | Land               | Sportler            |
| ----- | ------------------ | ------------------- |
| 1     | Finnland           | Heikki Sorsa        |
| 2     | Schweden           | John Lönqvist       |
| 3     | Schweiz            | Markus Keller       |
| 4     | Finnland           | Toni-Markus Turunen |
| 5     | Vereinigte Staaten | Charlie Morace      |
| 6     | Deutschland        | Christophe Schmidt  |
| 7     | Finnland           | Risto Mattila       |
| 8     | Finnland           | Janne Heiskanen     |

Datum: 10. März 2001

Es waren 57 Teilnehmer am Start.

Weitere Teilnehmer aus deutschsprachigen Ländern:

 Maxime Jaccoud: 12. Platz

 Alexander Stüttler: 14. Platz

 Alexander Schauwecker: 19. Platz

 Sergio Berger: 20. Platz

 Manuel Tapal: 31. Platz

 Max Riedel: 36. Platz

 Andreas Hochwimmer: 39. Platz

 Benedikt Dollinger: 44. Platz

 Philipp Troger: 47. Platz